# Lahidž (muhafaza)
Lahidž (arap. ‏‏لحج) je jedna od 20 jemenskih muhafaza. Ova pokrajina prostire se na jugozapadu Jemena uz obale Crvenog i Arapskog mora.
Pokrajina Lahidž ima površinu od 12.650 km² i 727.203 stanovnika, a gustoća naseljenosti iznosi 57,5 st./km².